# Ibaiti (ort)
Ibaiti är en ort i Brasilien.   Den ligger i kommunen Ibaiti och delstaten Paraná, i den södra delen av landet, 900 km söder om huvudstaden Brasília. Ibaiti ligger 842 meter över havet och antalet invånare är 25 796.
Terrängen runt Ibaiti är kuperad åt sydväst, men åt nordost är den platt. Ibaiti ligger uppe på en höjd. Ibaiti är det största samhället i trakten.
Omgivningarna runt Ibaiti är huvudsakligen savann. Runt Ibaiti är det ganska tätbefolkat, med 96 invånare per kvadratkilometer.